# David Branch
David Branch (New York, 26 settembre 1981) è un artista marziale misto statunitense.
Combatte nella divisione dei pesi medi per l'organizzazione statunitense UFC. In precedenza ha militato anche nelle promozioni WSOF, dove è stato campione dei pesi medi e mediomassimi, Titan FC e Bellator MMA.

## Carriera nelle arti marziali miste

### World Series of Fighting
Nell'estate del 2012 Branch sigla un contratto con la World Series of Fighting, terza più importante promozione statunitense dopo UFC e Bellator MMA. Compie il suo esordio il 3 novembre dello stesso anno, battendo Dustin Jacoby ai punti dopo tre round.
Il 23 marzo 2013 affronta la vecchia stella del PRIDE Paulo Filho, all'evento World Series of Fighting 2, imponendosi nuovamente per decisione unanime.
Poco tempo dopo la compagnia annuncia la creazione di un torneo per decretare il primo campione WSOF dei pesi medi e Branch è uno dei partecipanti, assieme a Jesse Taylor, Elvis Mutapcic e Danillo Villefort. La prima sfida lo vede opposto a Villefort il 13 settembre seguente, in occasione di WSOF 5: lo statunitense ne avrà la meglio per decisione unanime dopo tre round.
La finale del torneo si svolge il 21 giugno 2014 a WSOF 10 e lo vede contro Jesse Taylor. L'epilogo arriva alla prima tornata, quando Branch è in grado di intrappolare il nemico in una presa di sottomissione che gli vale la vittoria e il titolo inaugurale dei pesi medi WSOF. 

## Risultati nelle arti marziali miste
| Risultato | Record | Avversario          | Metodo                                 | Evento                                                  | Data              | Round | Tempo | Città                      | Note                                                   |
| --------- | ------ | ------------------- | -------------------------------------- | ------------------------------------------------------- | ----------------- | ----- | ----- | -------------------------- | ------------------------------------------------------ |
| Sconfitta | 22–7   | Alexander Shlemenko | Sottomissione (guillotine choke)       | Russian Cagefighting Championship                       | 14 dicembre 2019  | 1     | 4:58  | Yekaterinburg, Russia      |                                                        |
| Sconfitta | 22–6   | Jack Hermansson     | Sottomissione (guillotine choke)       | UFC on ESPN: Barboza vs. Gaethje                        | 30 marzo 2019     | 1     | 0:49  | Filadelfia, Stati Uniti    |                                                        |
| Sconfitta | 22–5   | Jared Cannonier     | KO Tecnico (pugni)                     | UFC 230                                                 | 3 novembre 2018   | 2     | 0:39  | New York, Stati Uniti      |                                                        |
| Vittoria  | 22-4   | Thiago Santos       | KO (pugni)                             | UFC Fight Night: Barboza vs. Lee                        | 21 aprile 2018    | 1     | 2:30  | Atlantic City, Stati Uniti | Perfomance of the Night                                |
| Sconfitta | 21-4   | Luke Rockhold       | KO Tecnico (sottomissione ai pugni)    | UFC Fight Night: Rockhold vs. Branch                    | 16 settembre 2017 | 2     | 4:05  | Pittsburgh, Stati Uniti    |                                                        |
| Vittoria  | 21-3   | Krzysztof Jotko     | Decisione (non unanime)                | UFC 211: Miocic vs. dos Santos 2                        | 13 maggio 2017    | 3     | 5:00  | Dallas, Stati Uniti        |                                                        |
| Vittoria  | 20-3   | Louis Taylor        | Sottomissione (rear-naked choke)       | WSOF 34                                                 | 31 dicembre 2016  | 5     | 2:00  | New York City, Stati Uniti | Difende il titolo pesi medi WSOF                       |
| Vittoria  | 19-3   | Vinny Magalhães     | Decisione (unanime)                    | WSOF 33                                                 | 7 ottobre 2016    | 5     | 5:00  | Kansas City, Stati Uniti   | Difende il titolo pesi mediomassimi WSOF               |
| Vittoria  | 18-3   | Clifford Starks     | Decisione (unanime)                    | WSOF 30                                                 | 2 aprile 2016     | 5     | 5:00  | Las Vegas, Stati Uniti     | Difende il titolo pesi medi WSOF                       |
| Vittoria  | 17-3   | Teddy Holder        | Sottomissione (rear-naked choke)       | WSOF 23                                                 | 18 settembre 2015 | 1     | 2:21  | Phoenix, Stati Uniti       | Vince il titolo pesi mediomassimi WSOF                 |
| Vittoria  | 16-3   | Jesse McElligott    | Sottomissione tecnica (Von Flue choke) | WSOF 20                                                 | 10 aprile 2015    | 2     | 1:28  | Mashantucket, Stati Uniti  | Semifinale torneo per il titolo pesi mediomassimi WSOF |
| Vittoria  | 15-3   | Yushin Okami        | KO Tecnico (pugni)                     | WSOF 15                                                 | 15 novembre 2014  | 4     | 3:39  | Tampa, Stati Uniti         | Difende il titolo pesi medi WSOF                       |
| Vittoria  | 14-3   | Jesse Taylor        | Sottomissione (D'Arce choke)           | WSOF 10                                                 | 21 giugno 2014    | 1     | 1:41  | Las Vegas, Stati Uniti     | Vince il titolo pesi medi WSOF                         |
| Vittoria  | 13-3   | Danillo Villefort   | Decisione (unanime)                    | WSOF 5                                                  | 14 settembre 2013 | 3     | 5:00  | Atlantic City, Stati Uniti | Semifinale torneo per il titolo pesi medi WSOF         |
| Vittoria  | 12-3   | Paulo Filho         | Decisione (unanime)                    | WSOF 2                                                  | 23 marzo 2013     | 3     | 5:00  | Atlantic City, Stati Uniti | Semifinale torneo per il titolo pesi medi WSOF         |
| Vittoria  | 11-3   | Dustin Jacoby       | Decisione (unanime)                    | WSOF 1                                                  | 3 novembre 2012   | 3     | 5:00  | Las Vegas, Stati Uniti     |                                                        |
| Sconfitta | 10-3   | Anthony Johnson     | Decisione (unanime)                    | Titan FC 22                                             | 25 maggio 2012    | 3     | 5:00  | Kansas City, Stati Uniti   | Incontro catchweight (195 lbs)                         |
| Vittoria  | 10-2   | Dominique Steele    | Decisione (unanime)                    | Pure MMA: The Beginning                                 | 22 gennaio 2012   | 3     | 5:00  | Plains, Stati Uniti        |                                                        |
| Vittoria  | 9-2    | Jeremy May          | KO Tecnico (pugni)                     | Shark Fights 15: Villaseñor vs Camozzi                  | 27 maggio 2011    | 3     | 3:19  | Rio Rancho, Stati Uniti    |                                                        |
| Sconfitta | 8-2    | Rousimar Palhares   | Sottomissione (kneebar)                | UFC Live: Sanchez vs. Kampmann                          | 3 marzo 2011      | 2     | 1:44  | Louisville, Stati Uniti    |                                                        |
| Vittoria  | 8-1    | Rich Attonito       | Decisione (unanime)                    | The Ultimate Fighter: Team GSP vs. Team Koscheck Finale | 4 dicembre 2010   | 3     | 5:00  | Las Vegas, Stati Uniti     |                                                        |
| Vittoria  | 7-1    | Tomasz Drwal        | Decisione (unanime)                    | UFC Fight Night: Marquardt vs. Palhares                 | 15 settembre 2010 | 3     | 5:00  | Austin, Stati Uniti        |                                                        |
| Sconfitta | 6-1    | Gerald Harris       | KO (slam)                              | UFC 116: Lesnar vs. Carwin                              | 3 luglio 2010     | 3     | 2:35  | Las Vegas, Stati Uniti     |                                                        |
| Vittoria  | 6-0    | Derrick Mehmen      | Sottomissione (rear-naked choke)       | Bellator 15                                             | 22 aprile 2010    | 2     | 0:26  | Uncasville, Stati Uniti    | Incontro catchweight (190 lbs)                         |
| Vittoria  | 5-0    | John Troyer         | KO Tecnico (pugni)                     | UCC 1: Merciless                                        | 19 marzo 2010     | 2     | 4:26  | Jersey City, Stati Uniti   |                                                        |
| Vittoria  | 4-0    | Dennis Olson        | Sottomissione (rear-naked choke)       | Bellator 11                                             | 12 giugno 2009    | 1     | 2:27  | Uncasville, Stati Uniti    |                                                        |
| Vittoria  | 3-0    | Robby Huston        | Sottomissione (rear-naked choke)       | DCF: Battle at the Nation's Capital                     | 13 dicembre 2008  | 2     | 2:41  | Washington, Stati Uniti    |                                                        |
| Vittoria  | 2-0    | Alex Aquino         | KO Tecnico (stop medico)               | Ring of Combat 19                                       | 9 maggio 2008     | 1     | 3:29  | Atlantic City, Stati Uniti |                                                        |
| Vittoria  | 1-0    | Craig Simone        | KO Tecnico (pugni)                     | Cage Fights 6                                           | 9 settembre 2007  | 1     | 1:44  | Fort Myers, Stati Uniti    |                                                        |